# DVD+VR
DVD+VR是由飛利浦發明，用於DVD+RW上的視像錄影格式。使用DVD+VR格式的好處是碟片可隨意在碟上增／減資料、新增選單（Menu）等。另有競爭對手DVD-VR。

## 特點
- 使用通用光碟格式（UDF）版本1.02（和DVD-Video一樣）
- 嚴格來說DVD+VR不是新格式，而只是將資料以兼容DVD-Video的格式寫入光碟，因此也可以用於DVD-RW或DVD-R碟

## 和DVD-VR比較

### 優點
- 使用標準（DVD-Video）的檔案／目錄結構，大部份DVD放映機都能識別（但條件是該放映機要能讀取DVD+RW碟片）。
- 錄影完畢不須要封片（Finalize）即能在普通DVD機播放（但條件是該放映機要能讀取DVD+RW碟片）。

### 缺點
- 錄影功能較少

## 另見
- DVD-VR
- DVD